# Beata Jeromkin
Beata Jeromkin (ur. 17 sierpnia 1966 w Gdańsku) – polska siatkarka, wicemistrzyni i reprezentantka Polski.

## Kariera sportowa
Była zawodniczką Gedanii, z którą w 1989 wywalczyła awans do ekstraklasy, a w 1991 wicemistrzostwo Polski. W latach 1987–1989 wystąpiła w 28 spotkaniach reprezentacji Polski seniorek, m.in. na mistrzostwach Europy w 1989 (9. miejsce). Po zakończeniu kariery zawodniczej prowadziła w Gedanii drużyny młodzieżowe.